# NGC 7406
NGC 7406 is een spiraalvormig sterrenstelsel in het sterrenbeeld Waterman. Het hemelobject werd op 25 augustus 1864 ontdekt door de Duitse astronoom Albert Marth.

## Synoniemen
- MCG -1-58-3
- PGC 69947